# Търсенето на Дори
„Търсенето на Дори“ (на английски: Finding Dory) е 3D-анимационен филм и продължение на „Търсенето на Немо“. Премиерата се състои на 8 юни 2016 г. в Лос Анджелис, а по кината в САЩ и България филмът излиза на 17 юни 2016 г. „Търсенето на Дори“ е 17-ият пълнометражен филм на Pixar и се разпространява от Walt Disney Pictures. Режисурата е поверена на Андрю Стантън и Ангъс Маклейн.

## Сюжет
В „Търсенето на Дори“ приказното подводно пътешествие ни запознава с приятелите на чаровната риба, за които тя дори не си спомня. Това пътешествие, започнало като училищна екскурзия, скоро се превръща в изпитанието на живота на една рибка, останала без дом и семейство, само защото не си спомня за тях. Първо Дори си спомня, че и тя – като другите риби от нейния пасаж – някога е имала родители. Но спомените ѝ стигат дотук. Но едно училищно пътешествие по стъпките на паламуда се оказва идеалният повод Дори да потърси своето семейство.

## Синхронен дублаж
| Персонаж          | Английски език   | Български език |
| ----------------- | ---------------- | --- |
| Дори              | Елън Дедженеръс  | Ася Рачева |
| Марлин            | Албърт Брукс     | Георги Спасов |
| Ханк              | Ед О'Нийл        | Станислав Пищалов |
| Надежда           | Кейтлин Олсън    | Десислава Бакърджиева |
| Немо              | Хейдън Ролинс    | Константин Сливнишки |
| Бейли             | Тай Бърел        | Симеон Владов |
| Джени             | Даян Кийтън      | Цветослава Симеонова |
| Чарли             | Юджийн Леви      | Радослав Рачев |
| Малката Дори      | Слоун Мъри       | Адриана Тамахкярова |
| Флюк              | Идрис Елба       | Любомир Нейков |
| Радър             | Доминик Уест     | Руслан Мъйнов |
| Г-н Лъч           | Боб Питърсън     | Христо Мутафчиев |
| Съпругата на Стен | Кейт Маккинън    | Светлана Бонин |
| Стен              |                  | Иван Петрушинов |
| Илария Мегрим     | Сигърни Уийвър   | Светлана Смолева |
| Пътник Карл       |                  | Живко Джуранов |
| Кръш              | Андрю Стантън    | Николай Върбанов |
| Фъфлеща риба      |                  | Павел Стефанов |
| Тийнейджърка Дори |                  | Венислава Паунова |
| Плис              |                  | Борислав Ангелов |
| Бил (рак съпруг)  | Джон Раценбъргър | Живко Джуранов |
| Риба Чарли        |                  | Иван Петрушинов |
| Риба меч          |                  | Светлана Смолева |
| Учен              |                  | Цанко Тасев |
| Мида              |                  | Любомир Фърков |
| Синди             |                  | Станислава Кара |
| Хрил              |                  | Станислав Пищалов |
| Плонд             |                  | Иван Петрушинов |
| Прасковка         |                  | Светлана Смолева |
| Гъл-Гул           |                  | Румен Угрински |
| Деб и Фло         |                  | Светлана Бонин |
| Жак               |                  | Анатолий Божинов |
| Други гласове     |                  | Даринка Митова Боряна Йорданова Живка Донева Мина Костова Никол Николова Палмира Парашева Любомир Фърков Мартин Ангелов Весела Тодорова Десислава Иванова Екатерина Илиева Ива Бизева Атанас Сребрев Тодор Георгиев Васил Антов Васил Василев Никола Василев Ростислав Радев |

| Обработка                       | Доли Медия Студио                     |
| ------------------------------- | ------------------------------------- |
| Режисьор на дублажа             | Даниела Горанова                      |
| Превод Творчески директор       | Венета Янкова                         |
| Музикален режисьор              | Евгений Манев                         |
| Превод на песните               | Десислава Софранова                   |
| Микс студио                     | Shepperton International              |
| Продуцент на българската версия | Disney Character Voices International |